# Atlantisz – Az elveszett birodalom
Az Atlantisz – Az elveszett birodalom (eredeti cím: Atlantis: The Lost Empire) 2001-ben bemutatott amerikai 2D-s számítógépes animációs fantasyfilm, amely Platón könyve alapján készült. A 41. Disney-film rendezői Gary Trousdale és Kirk Wise. Az animációs játékfilm producere Don Hahn. A forgatókönyvet Tab Murphy, Bryce Zabel és Jackie Zabel írta, a zenéjét James Newton Howard és Diane Warren szerezte. A mozifilm a Walt Disney Pictures és a Walt Disney Feature Animation gyártásában készült, a Buena Vista Pictures forgalmazásában jelent meg.
Az Amerikai Egyesült Államokban 2001. június 3-án, Magyarországon 2001. november 29-én mutatták be a mozikban.

## Cselekmény
Kr.e. 6800-ban egy óriási robbanás megacunamit küld Atlantisz városa felé. Férjét, a királyt és kislányukat, Kida hercegnőt hátrahagyva Atlantisz királynője egy lebegő kristállyal egyesül, védőkupolát hozva létre a város legbelső kerülete fölött, miközben a szökőár elsüllyeszti a kontinenst és a várost a hullámok alá.
1914-ben egy bölcs régész, Milo Thatch teljes mértékben hisz Atlantisz létezésében, és eltökélt szándéka, hogy a Smithsonian Intézet expedíciót finanszírozzon annak felfedezésére. Egy nap találkozik a szintén bölcs és különc milliomossal, Preston B. Whitmore-ral, Milo néhai nagyapjának, Thaddeusnak régi barátjával. Whitmore elárulja, hogy fogadást kötött Thaddeusszal, hogy finanszírozza az atlantiszi expedíciót. Whitmore ráveszi Milót, hogy csatlakozzon az expedícióhoz, és átadja neki a Shepherd's Journal-t, egy könyvet, amely leírja az Atlantisz történelmét és útját. Az expedíciót Lyle Tiberius Rourke parancsnok vezeti. A legénység tagja Helga Sinclair hadnagy, Rourke parancsnoka és hadnagya; Vinny Santorini, bontási szakértő; Mole Molière, geológus; Dr. Joshua Sweet, tisztiorvos; Audrey Ramirez, egy szerelő; Mrs. Wilhelmina Packard, rádiós; Cookie Farnsworth, egy rendetlen szakács; és több tucat katona és tengerész. Tengeralattjárójukat, az Ulysses-t megtámadja és megsemmisíti egy mechanikus leviatán, amely Atlantisz bejáratát őrzi. A naplót követve a legénység átutazik egy szunnyadó vulkánon, és végül megérkeznek Atlantiszba, ahol Kida fogadja őket, aki fiatal hölgynek tűnik.
Apja kívánságait figyelmen kívül hagyva Kida megkéri Milót, hogy segítsen neki visszaszerezni Atlantisz történelmét, elismerve, hogy nagyon szereti és barátjának fogadja, mivel kultúrája és tudása évszázadok óta hanyatlóban van. Milo megtudja, hogy egy hatalmas kristály, Atlantisz Szíve hosszú életet biztosít az embereknek, és hogy valamikor kisebb kristályokon keresztül működtette a gépeiket. Rouke és a legénység azonban elfogják őt és Kidát, hogy megtalálják és ellopják a Szívet, hogy eladják a legtöbbet licitálónak, ami szintén megölné Atlantisz népét, mivel évezredek óta a Szívben bíztak.
Amikor a király nem hajlandó felfedni a Szív helyét, Rourke a mellkasát ütögeti az ujjaival, súlyosan megsebesítve. Rourke legénysége végül megtalálja a Szívet. A kristály transza alatt Kida egyesül a kristállyal. Rourke bezárja a kristályt egy ládába, és indulni készül. Milo meggyőzi Vinnyt, Audrey-t, Molière-t, Packard-ot, Sweet-et és Cookie-t, hogy kapcsolják ki Rourke-ot, akik nem akarnak felelősséget vállalni az atlantisziak kihalásáért. Rourke, Helga és a katonák Kidával a felszín felé indulnak, és elpusztítják a hidat, csapdába ejtve a többieket. A király átadja Milónak a saját kristályát, elmagyarázva, hogy Szív királyi sereget választ, amikor a város veszélyben van, és hatalmas ereje miatt megpróbálta fegyverekkel ellátni, aminek következtében Atlantisz elsüllyed. Könyörög Milónak, hogy mentse meg Atlantiszt és Kidát, akik örökre elvesznek a Szív számára, ha nem válnak el tőle hamarosan, mielőtt meghal.
Milo és barátai összehívják az atlantisziakat, hogy újra aktiválják repülő gépeiket és üldözzék a zsoldosokat; legyőzik és megölik Rourke katonáit. Rourke és Helga megpróbál megszökni a kristállyal; azonban egy éber Rourke elárulja Helgát, és ledobja léghajójáról, amelyben a láda található. Bosszúból egy többnyire felépült Helga lelövi és megrongálja a léghajót. Miközben a léghajó ég, Milo egy kristály töltetű üvegszilánkkal levágja Rourke-ot, és Rourke-ot kristályszoborszerű szörnyeteggé változtatja; Rourke-ot ezután összetörik a hajó propellerei, aminek következtében az lezuhan, és felébreszti a szunnyadó vulkánt, felszállva egy mára elhagyott Helgára. Milo és a többiek visszamenekülnek Atlantiszra Kidával, aki még mindig a Szívvel egyesülve felemelkedik az égbe, és felébreszti az ősi kőőrzőket, akik egy kupolát hoznak létre, hogy megvédjék Atlantiszt a lávafolyástól. Ha a veszélyt semlegesítik, a Szív élve visszaadja Kidát Milónak.
Milo úgy dönt, hogy Atlantiszban marad Kidával, míg a legénység visszatér a felszínre, mindegyiket megajándékoznak egy kis atlantiszi kristállyal és egy adag kinccsel. Miközben átnézi a kalandról Mrs. Packard által készített fényképeket, Whitmore őszintén és boldogan beleegyezik a legénység titoktartási esküjébe, hogy megőrizze Atlantisz biztonságát. Whitmore megkapja a saját atlantiszi kristályát is Milótól. Eközben, visszatérve Atlantiszba, Milo és Kida, aki az új királynő lesz, megkerülte Kida néhai apjának faragott kőképét, más korábbi királyokkal együtt Atlantisz Szíve körül, miközben az ismét az újonnan felújított város felett lebeg.

## Szereplők
| Szereplő                             | Eredeti hang | Magyar hang       |
| ------------------------------------ | --- | ----------------- |
| Milo James Thatch                    | Michael J. Fox | Markovics Tamás   |
| Milo James Thatch                    | A film főhőse, a nyelvész és térképész, ő az egyetlen ember a világon, aki el tudja olvasni az atlantiszi írást. A nagyapja halála miatt neki megörökölnie a Pásztor naplóját, amelyből kiderült, hogy milyen volt Atlantisz. |                   |
| Kidagakash 'Kida' hercegnő           | Cree Summer | Haumann Petra     |
| Kidagakash 'Kida' hercegnő           | Atlantisz hercegnője, bátor harcos, magabiztos vezető. Kashekim Nedakh király lánya. |                   |
| Lyle Tiberius Rourke parancsnok      | James Garner | Kőszegi Ákos      |
| Lyle Tiberius Rourke parancsnok      | A legénység parancsnoka, aki gonosz tervével felvette Milot, hogy megszerezze a kristályt, a saját szabályai szerint játszik, keménykötésű, gyakorlati ember, aki tapasztalt vezetője a csapatnak.                            |                   |
| Helga Katrina Sinclair               | Claudia Christian | Tóth Enikő        |
| Helga Katrina Sinclair               | Rourke parancsnokhelyettese, vele együtt szerzi meg a kristályt, ő gyönyörű szép és titokzatos, erős nő aki szereti a nagy téteket, és amit megszerez az megtartja magának.                                                   |                   |
| Kashekim Nedakh király               | Leonard Nimoy | Velenczey István  |
| Kashekim Nedakh király               | Atlantisz királya, Kida apja, bölcs, nagy tapasztalatú aggastyán. |                   |
| Preston B. Whitmore                  | John Mahoney | Dobránszky Zoltán |
| Preston B. Whitmore                  | A milliárdos emberbarát, gazdag különc, aki gyermekien lelkes és őszinte. |                   |
| Gaetan 'Mole' Moliere                | Corey Burton | Besenczi Árpád    |
| Gaetan 'Mole' Moliere                | A francia geológus, ásványtudós és alagútásó szakember, aki úgy néz ki, mint egy vakond. |                   |
| Dr. Joshua Strongbear Éjdes          | Phil Morris | Galambos Péter    |
| Dr. Joshua Strongbear Éjdes          | Az afro-amerikai és indián származású orvos, általános orvos a természetgyógyászat specialistája, a szó legnemesebb értelmében vett kedves ember.                                                                             |                   |
| Vincenzo 'Vinny' Santorini           | Don Novello | Trokán Péter      |
| Vincenzo 'Vinny' Santorini           | Az olasz robbantási szakértő, veszélyes munkáját nyugodt magabiztossággal végzi, hozzá képest egy átázott kanóc kimondottan izgágának látszik.                                                                                |                   |
| Audrey Rocio Ramirez                 | Jacqueline Obradors | Bálint Sugárka    |
| Audrey Rocio Ramirez                 | A fiatal Puerto Ricó-i műszerész, az expedíció tagja, furfangos, makacs, okos bátor és szorgalmas. |                   |
| Jebidiah Allardyce 'Süti' Farnsworth | Jim Varney | Kristóf Tibor     |
| Jebidiah Allardyce 'Süti' Farnsworth | A veterán szakács, fesztelen, szókimondó nem állja a főztjére vonatkozó kritikát. |                   |
| Wilhelmina Bertha Packard            | Florence Stanley | Tábori Nóra       |
| Wilhelmina Bertha Packard            | A hírközlési szakember, valamikor régen Alexander Graham Bell asszisztenseként dolgozott, száraz, okos de fanyar. |                   |
| Fenton Q. Harcourt                   | David Ogden Stiers | Sinkó László      |
| Fenton Q. Harcourt                   | Smithsonian intézet igazgatósági tagja. |                   |
| Fiatal Kida                          | Natalie Strom | saját hangján     |
| Fiatal Kida                          | Atlantisz hercegnője kiskorában. |                   |